# Judit Földesi
Judit Földesi (anhörenⓘ auch Judit Földessy; * 24. Dezember 1964 in Budapest, Ungarn) ist eine ungarische Schauspielerin und Synchronsprecherin.

## Leben und Wirken
Judit Földesi studierte von 1983 bis 1987 an der Universität für Theater- und Filmkunst in Budapest. Ihre Karriere als Schauspielerin begann sie noch als Laie am dortigen Cellar-Theater. Von 1987 bis 1988 hatte sie ein Engagement am Szigligeti-Theater in Szolnok. In der Folge wirkte sie in Budapest am József Attila Theater (1988 bis 1991) und am Arany János Theater (1991 bis 1994). Seit 1994 ist sie freiberuflich tätig. Während ihre ersten Filmauftritte ausschließlich in ungarischen Produktionen erfolgten, trat sie später auch in deutschen Filmen und Serien auf. 1992 beispielsweise hatte sie in der deutschen Fernsehserie Das Nest eine Hauptrolle. Wiederholt war sie in Ungarn auch als Synchronsprecherin beschäftigt.
Judit Földesi ist seit 1997 mit dem Filmproduzenten Robert Prokopp verheiratet.

## Filmografie (Auswahl)
- 1983: Fürkész történetei (Fernsehserie, 1 Folge)
- 1986: Tánya (Fernsehfilm)
- 1987–1991: Szomszédok (Fernsehserie, 12 Folgen)
- 1987: A fészek melege (Fernsehfilm)
- 1988: Jubileum (Fernsehfilm)
- 1988: Miss Arizona
- 1989: A kis cukrászda (Fernsehfilm)
- 1992: Das Nest (Fernsehserie, 20 Folgen)
- 1992: Regina auf den Stufen (Fernsehserie, 2 Folgen)
- 1995: Auf immer und ewig (Fernsehserie)
- 1995: Auf Teufel komm raus
- 1998: Das elfte Gebot (Fernsehfilm)
- 2000: Trautmann (Fernsehreihe, 1 Folge)
- 2002: Hotel Szekszárdi (Fernsehserie, 6 Folgen)